# Historisk-filosofiska fakulteten vid Uppsala universitet

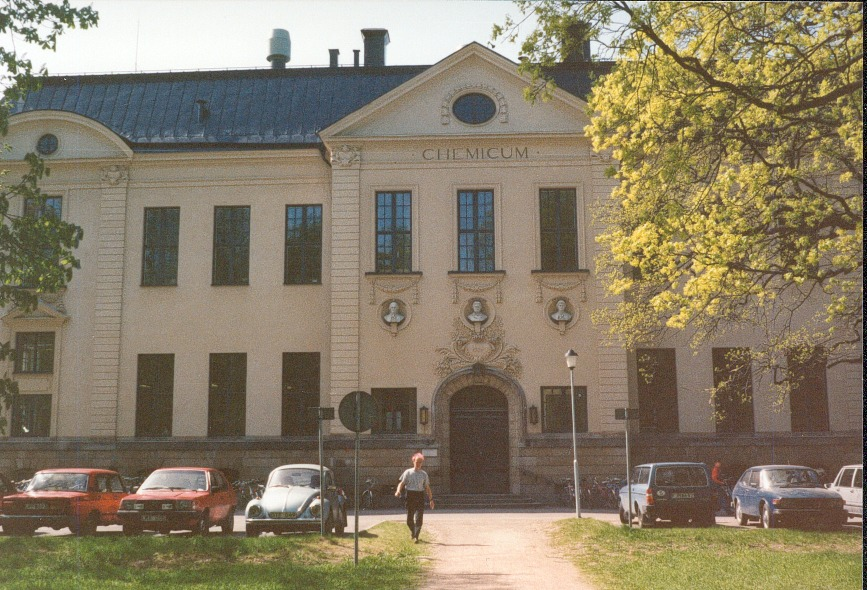
Humanistiskt centrum - det gamla Chemicum.

Historisk-filosofiska fakulteten, officiellt Vittberömda Historisk-filosofiska fakulteten vid Uppsala universitet, är en av nio fakulteter vid Uppsala universitet. Fakulteten bedriver undervisning och forskning inom ett brett fält av filosofiska, historiska, antropologiska och estetiska ämnen. 
Ett humanistiskt centrum har funnits på olika platser i flera omgångar och ibland har institutionerna legat utspridda på olika platser i Uppsala. Idag finns ett humanistiskt centrum för institutioner inom humaniora, samhällsvetenskap, språk och teologi på Thunbergsvägen, i det gamla kvareret Kemikum. Det officiella namnet är Engelska parken. Humanistiskt centrum. Fakultetens institutioner återfinns även Engelska parken, i Botaniska Trädgården och på Campus Gotland.
1 juli 2013 slogs dåvarande Högskolan på Gotland (nuvarande Campus Gotland), ihop med Uppsala universitet. Sedan dess ingår Speldesign i fakultetens ämnesområden.

## Historia
Under 1900-talets början tillkom nya ämnen på universitetet, som arkeologi, konsthistoria och flera moderna språk. Den filosofiska fakulteten kom också att delas upp i naturvetenskaplig, humanistisk och samhällsvetenskaplig fakultet.    

### Dekaner vid fakulteten
- Erik Lindberg 2020–nuvarande
- Kerstin Rydbeck 2014–2020
- Jan Lindegren 2008–2014
- Margaretha Fahlgren 1999–2008
- Rolf Thorstendahl 1994–1999

## Institutioner med mera
Vid Historisk-filosofiska fakulteten finns följande institutioner, forskningscentra och avdelningar:

### Institutionen för arkeologi, antik historia och kulturvård
Institutionen för arkeologi, antik historia och kulturvård består av avdelningar för afrikansk och jämförande arkeologi, antikens kultur och samhällsliv, arkeologi och egyptologi samt ämnet kulturvård, som blev en del av institutionen 2025. Innan institutionen flyttade till Engelska parken fanns den i Konsistoriehuset invid domkyrkan och hade eget bibliotek. Dessförinnan låg den i Gustavianum. Idag är det arkeologiska biblioteket sammanslaget med andra bibliotek och är en del av Karin Boye-biblioteket. Societas Archaeologica Upsaliensis och studentföreningen Fjölnir är knutna till institutionen. Institutionen bedriver för närvarande forskning om arkeologi i Sverige, Turkiet, Sri Lanka och Bolivia.

### Filosofiska institutionen
Filosofiska institutionen bedriver grundutbildning, forskarutbildning och forskning inom ämnena teoretisk filosofi, praktisk filosofi och estetik. Starka områden inom institutionens forskning är bland annat filosofihistoria, språkfilosofi och värdeteori, men även andra områden finns representerade inom forskning och utbildning.

### Institutionen för idéhistoria
Forskningen på idé och lärdomshistoria institutet i Uppsala görs i en mängd olika ämnen, men med fokus på tidigmodern och modern tid. Några särskilt representerade inriktningar är vetenskapshistoria, medicinhistoria, mediehistoria, intellektuell historia och utbildningshistoria. På institutionen finns ett 50-tal forskare, inklusive omkring 15 doktorander. Flera idéhistoriker på institutionen har även hjälpt till i statliga utredningar som experter.  Aktiva professorer på institutionen är Mats Persson, Anders Ekström, Sven Widmalm, Solveig Jülich, Thomas Brobjer och H. Otto Sibum. Anders Lundgren är professor emeritus vid institutionen.

#### Utbildning
Idé- och lärdomshistoria undervisar förutom studenter i idé- och lärdomshistoria på grundnivå och avancerat nivå även kurser för ingenjörsstudenter. I den senaste utvärderingen av idéhistoriska utbildningar i landet utförd av Universitetskanslersämbetet 2014 gavs Uppsalas masterprogram i idé- och lärdomshistoria det högsta betygen med omdömet "mycket hög kvalitet".

#### Historik
Institutionen är Sveriges första i idé- och lärdomshistoria. Den grundades 1932 efter att Henrik Nordström fick en större donation att skapa en professorsstol i ämnet. Nordströms doktorand Sten Lindroth övertog 1957 professorsstolen. 1982 inrättades även en professorsstol i vetenskapshistoria. Institutionen är känd för att Michel Foucault försökte lägga fram sin avhandling där på 1950-talet men att han nekades på grund av för låg kvalité. Avhandlingen skulle senare bli boken Vansinnets historia under den klassiska epoken. En uppmärksammad idéhistoriker var Karin Johannisson, som var knuten till institutionen från sin doktorandtid under tidigt 1970-tal fram till sin bortgång 2016.

### Konstvetenskapliga institutionen
Inom Konstvetenskaliga institutionen ingår de två ämnena konstvetenskap och textilvetenskap. I alla ämnena bedrivs forskning, i ämnet konstvetenskap ingår forskning och undervisning om både konst och arkitektur. Institutionen finns i gamla Chemicum i Engelska parken sedan 2004 och har dessförinnan funnits på Uppsala slott och Konsistoriehuset vid Domkyrkan. I konstvetenskap finns anställda 15 forskare och 7 doktorander och i textilvetenskap 5 forskare och 3 doktorander.

### Övriga institutioner
- Institutionen för ABM
- Institutionen för kulturantropologi och etnologi
- Institutionen för litteraturvetenskap och retorik
- Historiska institutionen
- Institutionen för musikvetenskap
- Centrum för genusvetenskap